# Sorkholm
Sorkholm (estniska: Sorgu) är en obebodd ö i Estland. Den tillhör Tõstamaa kommun i landskapet Pärnumaa, i den sydvästra delen av landet, 140 km söder om huvudstaden Tallinn. Den ligger i Rigabuktens nordöstra del, i Pärnuviken yttre del och sydöst om Mannö.
Terrängen på Sorkholm är mycket platt. Öns högsta punkt är 5 meter över havet. Öns area är 0,06 kvadratkilometer. Den sträcker sig 1,2 kilometer i nord-sydlig riktning, och 0,6 kilometer i öst-västlig riktning.
På ön står en 16 meter fyr som uppfördes 1904.
Ön är obebodd sedan 1976. Sorkholm är numer en viktig plats för vila och boende för flyttfåglar. Ön får därför inte besökas mellan den 15 april och 1 juli.